# Björn Larsson (direktör)
 Björn Olof Larsson, född 31 mars 1956, är en svensk konsult och marknadsdirektör.

## Biografi
Björn Larsson är son till typografen och riksdagsmannen Lars Larsson i Lotorp och växte upp i Finspång. Han hade faderns simintresse och arbetade i unga år som simtränare, bland annat för Pär Arvidsson och Bengt Baron när de tog guld vid Olympiska sommarspelen 1980.
Han tog examen vid Handelshögskolan i Stockholm och har därefter arbetat bland annat i Industridepartementet och för konsultbyrån McKinsey & Company. Hos McKinsey arbetade han bland annat med omstrukturering för Dagens Nyheter 1991.
Den 1 juni 1994 kom Larsson till reklambranschen som ny vd för reklambyrån Lowe Brindfors. Under hans tid där förlorade byrån flera stora kunder och genomgick en kris.
År 1999 gick Larsson över till Bonniers där han blev direktör med ansvar för affärsutveckling. Senare samma år blev han vd för DN:s Internetsatsning Koll.se. I mars 2000 blev Larsson även chef för Bonniers webbdivision Bonnier Net, där Koll, Kvinna.net och Dagens Debatt ingick. Han lämnade Bonnier Net vid utgången av år 2000 för att bli vd för A-Com. Anki Ahrnell tog över Bonnier Net.
År 2002 lämnade Larsson A-Com för att bli VD på Leo Burnett Sverige.
Larsson återkom till Lowe-koncernen, denna gång som styrelseordförande för Lowe Brindfors och nordisk koncernchef för Lowe and Partners. När vd Lars "Laxen" Axelsson lämnade byrån i februari 2006 blev Larsson även vd. Mot slutet av hans andra period på Brindfors slog Saab Automobiles konkurs hårt mot byrån.
Den 1 januari 2010 blev Larsson ny marknadsdirektör för Swedbank. I november 2014 meddelades det att han skulle få en liknande position som marknadsdirektör hos Coop Sverige. Han slutade som marknadsdirektör för Coop år 2020.